# Sex Education
Sex Education er en britisk teen comedy-drama webserie skabt af Laurie Nunn. Den havde premiere den 11. januar 2019 på Netflix, med skuespillerne Asa Butterfield, Gillian Anderson, Ncuti Gatwa, Emma Mackey, Connor Swindells og Kedar Williams-Stirling.
Serien blev en kritisk og kommerciel succes for Netflix, med over 40 millioner seere, der havde set den første sæson af serien. Anden sæson blev udgivet den 17. januar 2020 på Netflix, og Netflix annoncerede den 10. februar samme år, at der ville komme en tredje.

## Plot
Den social akavet teenager Otis Milburn er ambivalent med hensyn til sex på trods af, eller måske på grund af, at hans mor er sexterapeut, og som er ærlig over alle aspekter af seksualitet. Efter utilsigtet at have hjulpet skolens mobber med sin seksuelle præstationsangst, oprettede Otis en sexrådgivningsselskab, eller som omtalt i serien: "sexklinik", med Maeve - en selvsikker, men sårbar klassekammerat - for at hjælpe deres medstuderende til, hvordan de skal håndtere deres egne seksuelle problemer.

## Cast og karakterer

### Hovedroller
- Asa Butterfield som Otis Milburn, en akavet teenager, der kæmper med sin mors beskæftigelse og hendes indblanding i hans personlige og seksuelle liv.
- Gillian Anderson som Dr Jean F. Milburn, er sexterapeut og Otis' mor. Hun er skilt og har regelmæssige one-night stands, men er uforpligtende.
- Ncuti Gatwa som Eric Effiong, Otis' bedste ven som er åbent homoseksuel og kommer fra en religiøs ghanesisk familie.
- Emma Mackey som Maeve Wiley, en socialt udstødt og bad-girl, der bliver venner med Otis og begynder sexklinikken med ham.
- Connor Swindells som Adam Groff, skolerektorens søns, som mobber Otis' ven Eric. Han har et anspændt forhold til sin far.
- Kedar Williams-Stirling som Jackson Marchetti, elevformand og en af de mest populære på Moordale Secondary School og svømmer på eliteniveau. Han får råd og tips fra Otis for at få Maeve til at blive hans kæreste.
- Alistair Petrie som Mr Groff, skolerektor på Moordale Secondary School og Adams far.
- Mimi Keene som Ruby, en af skolens mest populære piger. Hun er den slemmeste af skolens "De Urørlige" -klick.
- Aimee Lou Wood som Aimee Gibbs, endnu en af skolens mest populære, der har et anderledes venskab med Maeve. Hun er altid i et forhold og er pænere sammenlignet med andre medlemmer af skolens "De Urørlige" -klick. Hun kommer fra en velhavende familie, og hendes hjem bruges ofte til fester og andre sammenkomster.
- Chaneil Kular som Anwar, lederen af "De Urørlige" og er også åbent homoseksuel, ligesom Eric.
- Simone Ashley som Olivia, endnu et medlem af "De Urørlige".
- Tanya Reynolds som Lily Iglehart, en pige, der skriver alien erotik og er fast besluttet på at miste sin mødom, så hurtigt som muligt.
- Mikael Persbrandt som Jakob Nyman, en enkemand, svensk handyman, der udvikler et forhold til Jean efter at have arbejdet for hende.
- Patricia Allison som Ola Nyman, Jakobs datter, der bliver ven med Otis, og som hun senere udvikler følelser for.
- James Purefoy som Remi Milburn, Otis' far og Jean's eksmand, som bor i USA.